# Teoria descrittiva degli insiemi
In matematica, la teoria descrittiva degli insiemi è lo studio di alcune classi di sottoinsiemi regolari dei numeri reali, come i boreliani, gli insiemi analitici e gli insiemi proiettivi.
Lo scopo generico della teoria descrittiva degli insiemi è quello di descrivere, mediante costruzioni esplicite o implicite, tutti i sottoinsiemi interessanti (sia nel senso di utili nelle applicazioni, sia in quello più propriamente matematico di non patologici) dei numeri reali.
Intesa in senso più ampio, la teoria descrittiva degli insiemi studia sottoinsiemi regolari di spazi più generali dei numeri reali; in particolare sono stati ottenuti risultati notevoli nella teoria descrittiva degli spazi polacchi.
I metodi della teoria descrittiva degli insiemi provengono principalmente da un'analisi profonda dei concetti di numero cardinale ed ordinale. Ad esempio si fa ampio uso dell'induzione transfinita.

## Teoria descrittiva dei numeri reali
La teoria descrittiva dei numeri reali in genere riesce a dare delle caratterizzazioni piuttosto esplicite degli oggetti da essa studiati. Come naturale in questo ambito, presentiamo gli insiemi di numeri reali più comuni in maniera gerarchica:
- I sottoinsiemi più semplici dei reali cui possiamo pensare sono gli intervalli.
- Da questi, possiamo costruire gli aperti: un insieme è aperto se unione di intervalli. In questo modo abbiamo costruito la topologia euclidea di {\displaystyle \mathbb {R} }. La famiglia degli aperti contiene la famiglia degli intervalli. Si possono inoltre considerare gli insiemi chiusi, come gli insiemi complementari degli aperti.
- Data la topologia euclidea (cioè la famiglia degli aperti) possiamo costruire le famiglie degli insiemi {\displaystyle {\mathcal {G}}_{\delta }} ed {\displaystyle {\mathcal {F}}_{\sigma }}, ossia rispettivamente gli insiemi che sono intersezione numerabile di aperti ed unione numerabile di chiusi. Evidentemente, la famiglia degli insiemi {\displaystyle G_{\delta }} contiene la famiglia degli aperti, e la famiglia degli {\displaystyle F_{\sigma }} quella dei chiusi.
- Dagli insiemi {\displaystyle G_{\delta }}, o dagli {\displaystyle F_{\sigma }}, possiamo generare la σ-algebra boreliana, ossia la più piccola σ-algebra contenente tutti gli aperti[1].
- Dalla σ-algebra boreliana possiamo generare:
  - La σ-algebra di Lebesgue.
  - Gli insiemi analitici.
  - Gli insiemi proiettivi.

## Teoria descrittiva di spazi polacchi
Su spazi più generali dei numeri reali, queste costruzioni si possono effettuare in maniera analoga, anche se saranno più complesse. In particolare, è di rilievo l'introduzione della σ-algebra di Baire, ossia la σ-algebra generata dai compatti {\displaystyle G_{\delta }}. Questa in generale sarà meno fine della σ-algebra boreliana (vale a dire, sarà composta da meno elementi); tuttavia nel caso dei numeri reali tali σ-algebre coincidono, e pertanto questa distinzione si perde.
Gli spazi polacchi hanno un interesse particolare nella teoria descrittiva degli insiemi, soprattutto per i seguenti risultati:

### Teorema di omeomorfismo di spazi polacchi
Ogni spazio polacco è omeomorfo ad un sottoinsieme del cubo di Hilbert equipaggiato con la topologia relativa.

### Teorema di Kuratowski
Sia {\displaystyle (X,{\mathcal {\mathrm {T} }})} uno spazio polacco, e {\displaystyle {\mathfrak {F}}} la relativa σ-algebra di Borel. Allora, come spazio misurabile, lo spazio boreliano {\displaystyle (X,{\mathfrak {F}})} è isomorfo (nel senso della teoria delle categorie) ad uno dei seguenti insiemi:
- L'insieme dei numeri reali {\displaystyle \mathbb {R} }, equipaggiato con la usuale algebra di Borel.
- L'insieme dei numeri interi, equipaggiato con la σ-algebra dell'insieme della parti (che è semplicemente la σ-algebra di Borel generata dalla topologia discreta).
- Un insieme finito, equipaggiato con la σ-algebra dell'insieme della parti (che è semplicemente la σ-algebra di Borel generata dalla topologia discreta).